# 布盧明普雷里鎮區 (明尼蘇達州斯蒂爾縣)
布盧明普雷里鎮區（英語：Blooming Prairie Township）是位於美國明尼蘇達州斯蒂爾縣的一個行政鎮區。

## 歷史
布盧明普雷里鎮區於1867年成立。原名奧克格倫鎮區（Oak Glen Township），1873年改為現稱。

## 地方資料
布盧明普雷里鎮區的面積為90.35平方千米，當中陸地面積為88.99平方千米，而水域面積為1.36平方千米。根據2020年美國人口普查的數據，當地共有人口397人，而人口密度為每平方千米4.39人。